# Jacket2
Jacket2 est l'un des principaux magazines américains en ligne dédiés aux poètes contemporains et à leurs publications.

## Histoire
Jacket2 paraît à la fois en exemplaires papier et sur Internet. La seconde formule de la revue, créée en 2011, renouvelle la revue Jacket (en) fondée par John Tranter en 1997. 
En 2010, John Tranter cède la gestion de Jacket à l'Université de Pennsylvanie, pour créer le Journal of Poetics Research. C'est Al Fireis Professeur à l'Université de Pennsylvanie qui prend la direction de Jacket qui prend alors le nom de Jacket2. Al Fireis a pour assistante Jessica Lowenthal, directrice de la Kelly Writers House depuis 2005.
Cette nouvelle gestion permet d'associer Jacket2 à PennSound (qui collecte les documents audio et audiovisuels de poètes et écrivains américains) et la Kelly Writers House de l'université de Pennsylvanie.

## Contenu
Jacket2 offre des articles, des interviews, des critiques littéraires, des dossiers et des podcasts axés sur les poètes et la poésie américaine et latino-américaine.